# «Нью-Джерси Нетс» в сезоне 2009/2010
Сезон 2009/2010 для Нью-Джерси Нетс стал 43-м сезоном в истории клуба, 34-м — в истории выступлений клуба в чемпионате НБА, последним — в Айзод-центре. Нетс закончили регулярный чемпионат с 12 выигранными матчами при 70 проигранных встречах. Команда осталось без плей-офф 3-й сезон подряд.

## Важные даты
- 25 июня 2009 — Драфт НБА 2009 года прошёл в «Мэдисон-сквер-гарден», Манхэттене (Нью-Йорк).
- 8 июля 2009 — открылся рынок свободных агентов.
- 29 ноября 2009 — Лоуренс Фрэнк был уволен с поста главного тренера «Нью-Джерси Нетс». Команда под его руководством с начала сезона не выиграла ни одной игры и потерпела 16 поражений. Сначала Фрэнка заменил его ассистент Том Баррисе.[1] 1 декабря исполняющим обязанности главного тренера был назначен генеральный менеджер клуба Кики Вандевеге. Ассистентом главного тренера был нанят Дел Харрис[2].
- 4 декабря 2009 «Нью-Джерси Нетс» победили «Шарлотт Бобкэтс» и прервали безвыиграшную серию из 18 матчей.

## Драфт
| Раунд | Выбор | Игрок           | Позиция | Национальность | Колледж / Клуб      | Ссылка |
| ----- | ----- | --------------- | ------- | -------------- | ------------------- | ------ |
| 1     | 11    | Терренс Уильямс | АЗ/ЛФ   | США            | Луисвилл (4-й курс) | [ 3 ]  |

## Состав
| Текущий состав «Нью-Джерси Нетс» | Текущий состав «Нью-Джерси Нетс» | Текущий состав «Нью-Джерси Нетс» | Текущий состав «Нью-Джерси Нетс» | Текущий состав «Нью-Джерси Нетс» | Текущий состав «Нью-Джерси Нетс» |
| №                                | Страна                           | Игрок                            | Позиция                          | Дата рождения                    | Рост, см                         |
| -------------------------------- | -------------------------------- | -------------------------------- | -------------------------------- | -------------------------------- | -------------------------------- |
| 1                                | США                              | Рафер Элстон                     | РЗ                               | 24.07.1976                       | 188                              |
| 1                                | США                              | Крис Куинн                       | РЗ                               | 27.09.1983                       | 188                              |
| 2                                | США                              | Джош Бун                         | ТФ/Ц                             | 21.11.1984                       | 208                              |
| 6                                | США                              | Кортни Ли                        | АЗ                               | 03.10.1985                       | 196                              |
| 7                                | США                              | Тони Баттье                      | Ц                                | 11.02.1976                       | 211                              |
| 8                                | США                              | Терренс Уильямс                  | З/Ф                              | 28.06.1987                       | 198                              |
| 9                                | Китай                            | И Цзяньлянь                      | ТФ/Ц                             | 27.10.1987                       | 213                              |
| 11                               | США                              | Брук Лопес                       | Ц                                | 01.04.1988                       | 211                              |
| 14                               | Мексика                          | Эдуардо Нахера                   | Ф                                | 11.07.1976                       | 203                              |
| 17                               | США                              | Крис Даглас-Робертс              | З/Ф                              | 08.01.1987                       | 201                              |
| 21                               | США                              | Бобби Симмонс                    | Ф                                | 02.06.1980                       | 198                              |
| 22                               | США                              | Джарвис Хайес                    | Ф                                | 09.08.1981                       | 201                              |
| 34                               | США                              | Девин Харрис                     | РЗ                               | 27.02.1983                       | 191                              |
| 43                               | США                              | Крис Хамфрис                     | ТФ                               | 06.02.1985                       | 206                              |
| 44                               | США                              | Трентон Хасселл                  | З/Ф                              | 04.03.1979                       | 196                              |
| 51                               | США                              | Шон Уильямс                      | ТФ                               | 13.09.1986                       | 208                              |
| 1                                | США                              | Кейон Дулинг                     | РЗ                               | 08.05.1980                       | 191                              |

### Ротация состава
| Ротация состава «Нью-Джерси Нетс» | Ротация состава «Нью-Джерси Нетс» | Ротация состава «Нью-Джерси Нетс» | Ротация состава «Нью-Джерси Нетс» | Ротация состава «Нью-Джерси Нетс» |
| Поз.                              | Старт                             | Запас                             | Резерв                            | Дальний резерв                    |
| --------------------------------- | --------------------------------- | --------------------------------- | --------------------------------- | --------------------------------- |
| Ц                                 | Брук Лопес                        | Джош Бун                          |                                   |                                   |
| ТФ                                | И Цзяньлянь                       | Крис Хамфрис                      |                                   |                                   |
| ЛФ                                | Джарвис Хайес                     | Терренс Уильямс                   | Трентон Хасселл                   | Бобби Симмонс                     |
| АЗ                                | Кортни Ли                         | Крис Даглас-Робертс               |                                   |                                   |
| РЗ                                | Девин Харрис                      | Кейон Дулинг                      | Крис Куинн                        |                                   |

## Регулярный сезон

### Восточная конференция
| Восточная конференция | Восточная конференция | Восточная конференция | Восточная конференция | Восточная конференция | Восточная конференция |
| Место                 | Команда               | В                     | П                     | %                     | От                    |
| --------------------- | --------------------- | --------------------- | --------------------- | --------------------- | --------------------- |
| 1                     | Кливленд Кавальерс    | 61                    | 21                    | .744                  | -                     |
| 2                     | Орландо Мэджик        | 59                    | 23                    | .720                  | 2.0                   |
| 3                     | Атланта Хокс          | 53                    | 29                    | .646                  | 8.0                   |
| 4                     | Бостон Селтикс        | 50                    | 32                    | .610                  | 11.0                  |
| 5                     | Майами Хит            | 47                    | 35                    | .573                  | 14.0                  |
| 6                     | Милуоки Бакс          | 46                    | 36                    | .561                  | 15.0                  |
| 7                     | Шарлотт Бобкэтс       | 44                    | 38                    | .537                  | 17.0                  |
| 8                     | Чикаго Буллз          | 41                    | 41                    | .500                  | 20.0                  |
|                       |                       |                       |                       |                       |                       |
| 9                     | Торонто Рэпторс       | 40                    | 42                    | .488                  | 21.0                  |
| 10                    | Индиана Пэйсерс       | 32                    | 50                    | .390                  | 29.0                  |
| 11                    | Нью-Йорк Никс         | 29                    | 53                    | .354                  | 32.0                  |
| 12                    | Детройт Пистонс       | 27                    | 55                    | .329                  | 34.0                  |
| 13                    | Филадельфия-76        | 27                    | 55                    | .329                  | 34.0                  |
| 14                    | Вашингтон Уизардс     | 26                    | 56                    | .317                  | 35.0                  |
| 15                    | Нью-Джерси Нетс       | 12                    | 70                    | .146                  | 49.0                  |

### Атлантический дивизион
| Атлантический дивизион | В  | П  | %    | От   | Д     | Г     | Див  |
| ---------------------- | -- | -- | ---- | ---- | ----- | ----- | ---- |
| Бостон Селтикс         | 50 | 32 | .610 | –    | 24–17 | 26–15 | 13–3 |
| Торонто Рэпторс        | 40 | 42 | .488 | 10.0 | 25–16 | 15–26 | 11–5 |
| Нью-Йорк Никс          | 29 | 53 | .354 | 21.0 | 18–23 | 11–30 | 6–10 |
| Филадельфия-76         | 27 | 55 | .329 | 23.0 | 12–29 | 15–26 | 7–9  |
| Нью-Джерси Нетс        | 12 | 70 | .146 | 38.0 | 8–33  | 4–37  | 3–13 |

## Статистика игроков
| Игрок               | GP | GS | MPG  | FG%  | 3P%  | FT%   | RPG | APG | SPG | BPG | PPG  |
| Тони Баттье         | 15 | 0  | 8.9  | .350 | .250 | .700  | 1.5 | .2  | .3  | .1  | 2.4  |
| Джош Бун            | 63 | 28 | 16.6 | .525 | .000 | .328  | 5.0 | .5  | .5  | .8  | 4.0  |
| Кейон Дулинг        | 53 | 8  | 18.3 | .398 | .376 | .770  | 1.0 | 2.5 | .6  | .0  | 6.9  |
| Крис Даглас-Робертс | 67 | 38 | 25.8 | .445 | .259 | .847  | 3.0 | 1.4 | .8  | .3  | 9.8  |
| Девин Харрис        | 64 | 61 | 34.7 | .403 | .276 | .798  | 3.2 | 6.6 | 1.2 | .3  | 16.9 |
| Трентон Хасселл     | 52 | 31 | 21.3 | .411 | .000 | .754  | 2.9 | 1.0 | .3  | .2  | 4.5  |
| Джарвис Хайес       | 45 | 9  | 23.0 | .421 | .335 | .778  | 2.4 | .9  | .6  | .2  | 7.8  |
| Крис Хамфрис        | 44 | 0  | 20.6 | .433 | .000 | .699  | 6.4 | .6  | .7  | .8  | 8.1  |
| Кортни Ли           | 71 | 66 | 33.5 | .436 | .338 | .869  | 3.5 | 1.7 | 1.3 | .3  | 12.5 |
| Брук Лопес          | 82 | 82 | 36.9 | .499 | .000 | .817  | 8.6 | 2.3 | .7  | 1.7 | 18.8 |
| Крис Куинн          | 25 | 0  | 8.9  | .357 | .313 | 1.000 | .6  | 1.2 | .4  | .0  | 2.2  |
| Бобби Симмонс       | 23 | 2  | 17.2 | .359 | .317 | .900  | 2.7 | .7  | .6  | .1  | 5.3  |
| Терренс Уильямс     | 78 | 9  | 22.6 | .401 | .310 | .715  | 4.5 | 2.9 | .6  | .1  | 8.4  |
| И Цзяньлянь         | 52 | 51 | 31.8 | .403 | .366 | .798  | 7.2 | .9  | .7  | 1.0 | 12.0 |
| Шон Уильямс         | 23 | 20 | 11.4 | .429 | .000 | .526  | 2.3 | .1  | .4  | 1.0 | 2.6  |
| Рафер Элстон        | 27 | 13 | 28.4 | .343 | .322 | .815  | 2.8 | 3.9 | 1.0 | 0.2 | 9.7  |
| Эдуардо Нахера      | 13 | 2  | 15.7 | .377 | .176 | .500  | 2.9 | 1.2 | 0.7 | 0.2 | 3.8  |

## Награды и рекорды

### Награды
| Игрок (Тренер)  | Награда                                                | Дата награды        | Ссылка |
| --------------- | ------------------------------------------------------ | ------------------- | ------ |
| Терренс Уильямс | Новичок месяца Восточной конференции: апрель 2010 года | 15 апреля 2010 года | [ 5 ]  |

### Рекорды

#### НБА
«Нью-Джерси Нетс» установил один и повторил несколько антирекордов НБА по числу поражений со старта сезона.
- Худший старт сезона в истории НБА, состоящий из 18 поражений сначала регулярного сезона[6].
- Повторение худшего старта сезона для 30 матчей при 2 победах и 28 поражениях 
  - Также начинали регулярный сезон: «Кливленд Кавальерс» (1970/1971); «Даллас Маверикс» (1992/1993); «Даллас Маверикс» (1993/1994); «Денвер Наггетс» (1997/1998); «Нью-Орлеан Хорнетс» (2004/2005).
- Повторение худшего старта сезона для 43 матчей при 3 победах и 40 поражениях 
  - Также начинали регулярный сезон: «Даллас Маверикс» (1993/1994); «Денвер Наггетс» (1997/1998).
- Повторение худшего старта сезона для 50 матчей при 4 победах и 46 поражениях 
  - Также начинали регулярный сезон: «Филадельфия 76» (1972/1973); «Даллас Маверикс» (1992/1993)
- «Нью-Джерси Нетс» стали пятой командой в истории НБА, которая проиграла свыше 69 матчей в регулярном сезоне[7].

| Сезон   | Команда               | Победы | Поражения |
| ------- | --------------------- | ------ | --------- |
| 1972/73 | Филадельфия 76        | 9      | 73        |
| 1992/93 | Даллас Маверикс       | 11     | 71        |
| 1997/98 | Денвер Наггетс        | 11     | 71        |
| 1986/87 | Лос-Анджелес Клипперс | 12     | 70        |
| 2009/10 | Нью-Джерси Нетс       | 12     | 70        |

#### Клуба
- 2 декабря 2009 года «Нью-Джерси Нетс» в матче против «Даллас Маверикс» пропустил 49 очков за 2 четверть матча. Тем самым был установлен антирекорд клуба по пропущенным очка за четверть[6].

## Звёздный уикенд НБА
- Ни один игрок «Нью-Джерси Нетс» ни принимал участия ни в одном событии звёздного уикенда НБА.

## Сделки
| Пришли Через драфт - Терренс Уильямс Через обмен - Рафер Элстон - Тони Баттье - Кортни Ли - Шоуни Уильямс - Крис Хамфрис - Крис Куинн | Ушли Через обмен - Райан Андерсон - Винс Картер - Эдуардо Нахера Свободные агенты - Кейон Дулинг Отчислены - Рафер Элстон - Шон Уильямс - Шоуни Уильямс |

### Покупки и обмены
| 25 июня 2009   | В Нью-Джерси Нетс - Рафер Элстон - Тони Баттье - Кортни Ли                                        | В Орландо Мэджик - Райан Андерсон - Винс Картер |
| 5 января 2010  | В Нью-Джерси Нетс - Крис Куинн - Условный драфт пик второго раунда 2010 - Денежное вознаграждение | В Майами Хит - Драфт пик второго раунда 2012    |
| 11 января 2010 | В Нью-Джерси Нетс - Шоуни Уильямс - Крис Хамфрис                                                  | В Даллас Маверикс - Эдуардо Нахера              |

### Свободные агенты

#### Ушли
| Игрок         | Дата           | Причина ухода   | Новый клуб      |
| ------------- | -------------- | --------------- | --------------- |
| Рафер Элстон  | 1 июля 2010    | Свободный агент | Севилья         |
| Кейон Дулинг  | 19 июля 2010   | Свободный агент | Милуоки Бакс    |
| Рафер Элстон  | 5 января 2010  | Отчисление      | Майами Хит      |
| Шон Уильямс   | 11 января 2010 | Отчисление      | Фуцзянь Сюньсин |
| Шоуни Уильямс | 15 января 2010 | Отчисление      | Нью-Йорк Никс   |

### Подписание игроков с драфтов
| Драфт | Игрок           | Дата подписания | Колледж/Клуб |
| ----- | --------------- | --------------- | ------------ |
| 2009  | Терренс Уильямс | 2 июля 2009     | Луисвилл     |